# Chorążka
Chorążka – część wsi Lasek w Polsce, położona w województwie łódzkim, w powiecie sieradzkim, w gminie Warta.
W latach 1975–1998 Chorążka administracyjnie należała do województwa sieradzkiego. Chorążka należy do sołectwa Lasek i parafii Rossoszyca.